# Mårdsjön, Jämtland
Mårdsjön är en sjö i Ragunda kommun i Jämtland och ingår i Indalsälvens huvudavrinningsområde. Sjön har en area på 1,1 kvadratkilometer och ligger 326 meter över havet. Sjön avvattnas av vattendraget Målån.

## Delavrinningsområde
Mårdsjön ingår i det delavrinningsområde (702048-148862) som SMHI kallar för Utloppet av Mårdsjön. Medelhöjden är 361 meter över havet och ytan är 6,71 kvadratkilometer. Räknas de 3 avrinningsområdena uppströms in blir den ackumulerade arean 32,1 kvadratkilometer. Målån som avvattnar avrinningsområdet har biflödesordning 3, vilket innebär att vattnet flödar genom totalt 3 vattendrag innan det når havet efter 162 kilometer. Avrinningsområdet består mestadels av skog (52 procent) och öppen mark (15 procent). Avrinningsområdet har 1,1 kvadratkilometer vattenytor vilket ger det en sjöprocent på 16,3 procent.